# Cyclocephala nigrobasalis
Cyclocephala nigrobasalis är en skalbaggsart som beskrevs av Höhne 1923. Cyclocephala nigrobasalis ingår i släktet Cyclocephala och familjen Dynastidae. Inga underarter finns listade i Catalogue of Life.